# دن گلووی
دن گلووی (انگلیسی: Don Galloway; ۲۷ ژوئیهٔ ۱۹۳۷ – ۸ ژانویهٔ ۲۰۰۹) یک هنرپیشه، و بازیگر سینما اهل ایالات متحده آمریکا بود.